# Mount Cleveland (Chuginadak)

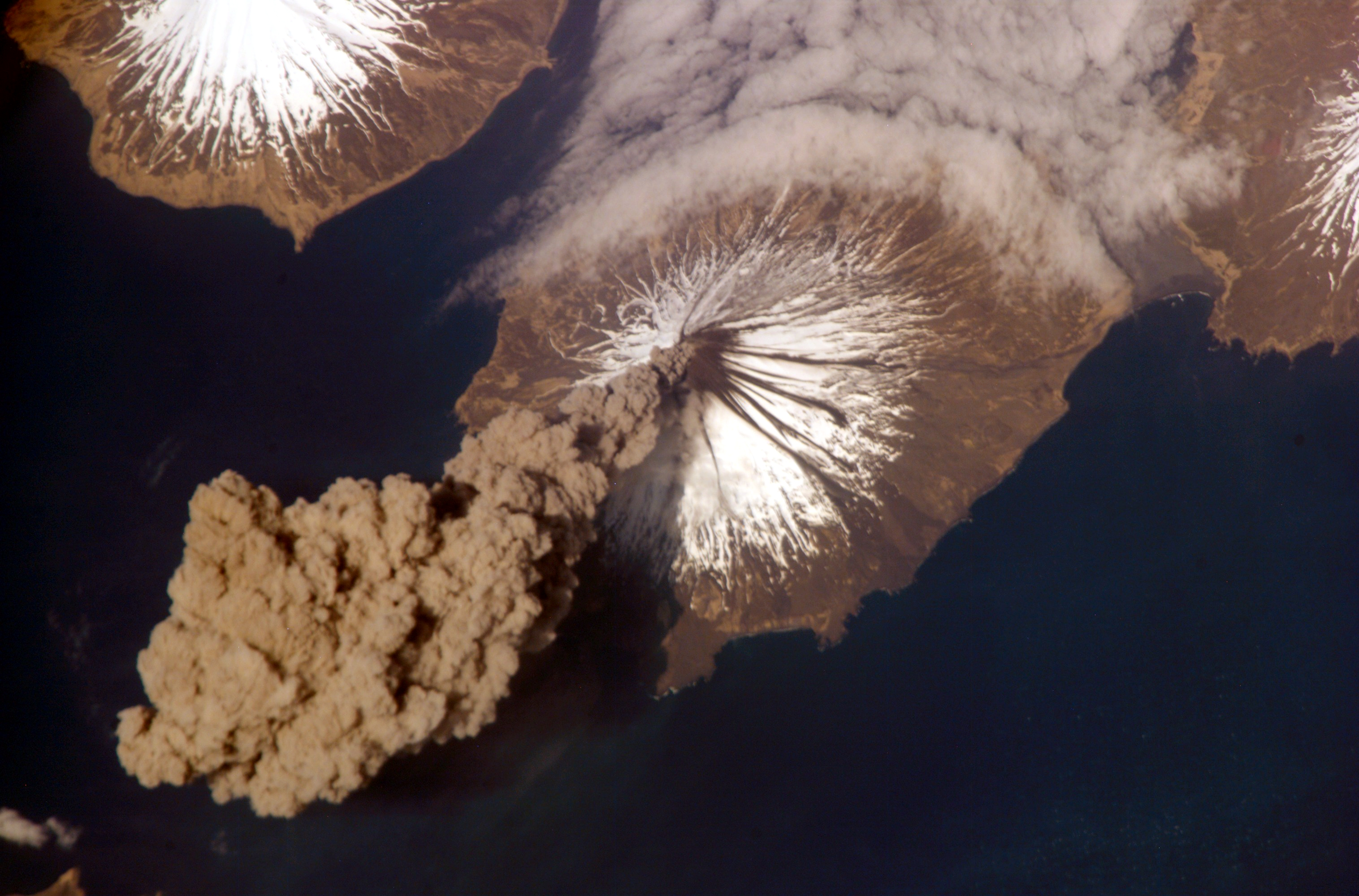
Opname vanuit ruimtestation ISS van de Mount Cleveland tijdens een uitbarsting op 23 mei 2006

Mount Cleveland is de naam van een vulkaan op het westelijk deel van het eiland Chuginadak in de eilandenreeks van de Aleoeten in de staat Alaska. De vulkaan heeft een bijna perfecte kegelvorm en is 1730 m hoog.
Hij ligt in de buurt van zijn tweelingbroer Carlisle op het gelijknamige eiland op 3 km afstand. De Cleveland-vulkaan is zeer actief, met meer dan een dozijn geregistreerde erupties in de laatste 100 jaar. In 1944 kostte een eruptie het leven aan een van de weinige bewoners van de vulkaan: een Amerikaanse soldaat, die gelegerd was in een kleine basis op het eiland. Veel gevaar is er niet van deze vulkaan te duchten: de dichtstbijzijnde bevolkingsconcentratie is 75 kilometer verwijderd, terwijl de dichtstbijzijnde stad Dutch Harbor op het eiland Unalaska is, ongeveer 250 km ten noordoosten. 
Op 7 februari 2006 heeft een eruptie plaatsgevonden, waarbij as en rook 7 kilometer hoog werden uitgespuwd.
Alaska is een vulkanisch actief gebied waarin ongeveer 99 vulkanen liggen.